# Gran Premio Palio del Recioto 2016
Il Gran Premio Palio del Recioto 2016, cinquantacinquesima edizione della corsa e valida come evento dell'UCI Europe Tour 2016 categoria 1.2U, si svolse il 29 marzo 2016 su un percorso di 143,2 km. Fu vinto dal portoghese Ruben Guerreiro che terminò la gara in 4h00'35", alla media di 35,71 km/h.
All'arrivo 65 ciclisti completarono la gara.

## Ordine d'arrivo (Top 10)
| Pos. | Corridore              | Squadra        | Tempo    |
| ---- | ---------------------- | -------------- | -------- |
| 1    | Ruben Guerreiro        | Axeon-Hag.     | 4h00'35" |
| 2    | Michal Schlegel        | Klein Const.   | a 1"     |
| 3    | Amanuel Gebreigzabhier | Dimension D.   | a 1'12"  |
| 4    | Edward Ravasi          | Team Colpack   | s.t.     |
| 5    | Nikolaj Čerkasov       | Russia         | a 1'37"  |
| 6    | Artëm Nyč              | Russia         | a 1'40"  |
| 7    | Tao Geoghegan Hart     | Axeon-Hagens   | a 1'59"  |
| 8    | Patrick Müller         | BMC Devel.     | s.t.     |
| 9    | Marco Tecchio          | Unieuro-Wilier | s.t.     |
| 10   | Filippo Fiorelli       | Delio Gallina  | s.t.     |